# اشتباكات جنوب سوريا (يوليو 2025)
اشتباكات جنوب سوريا هي سلسلة من المواجهات المسلحة بدأت في 12 يوليو 2025 بين جماعات مسلحة درزية ومقاتلين من العشائر البدوية في السويداء والقرى المحيطة بها في جنوب سوريا، ثم امتدت إلى محافظة درعا المجاورة بعد تدخل قوات الحكومة الانتقالية برئاسة أحمد الشرع لفض الاشتباكات. وقد أدى العنف إلى سقوط العديد من الضحايا وتصاعد التوترات الطائفية والأمنية تصاعدًا كبيرًا في جميع أنحاء المحافظة، تم التوصل إلى اتفاق بين بعض مشايخ الدروز والنظام في 15 يوليو، لكن أحد زعماء الدروز، حكمت الهجري، رفضه ودعا إلى المقاومة المسلحة ضد النظام. شنت إسرائيل غارات جوية على قوات النظام، مدعية أنها تدافع عن الدروز. كانت إسرائيل قد غزت مؤخرًا أجزاء من جنوب سوريا وكانت تطالب قوات النظام بالبقاء خارج المنطقة وعدم تسليحها.

## الخلفية
وبحسب ما ورد، اندلعت أعمال العنف بسبب حادثة سرقة وقعت في 11 يوليو 2025 على طريق دمشق-السويداء حيث اعتدى أفراد من العشائر البدوية على تاجر خضار درزي بعد أن أقاموا حاجزًا مرتجلًا على الطريق. سرق المهاجمون سيارته وممتلكاته قبل أن يأخذوه بالقوة إلى منطقة نائية ووعرة. وهناك، وجهت إليه المجموعة إهانات طائفية وتهديدات متكررة بالقتل طوال فترة احتجازه. وأُطلق سراحه لاحقًا معصوب العينين وفي حالة حرجة في بلدة بعيدة. ردًا على ذلك، اعتقلت جماعات مسلحة درزية محلية عدة أفراد من العشائر البدوية في اليوم التالي في محاولة لاستعادة الممتلكات المسروقة. أدى هذا إلى بدء دورة من عمليات الاختطاف الانتقامية بين الجانبين، والتي تصاعدت بسرعة إلى اشتباكات مسلحة مفتوحة. 

## الجدول الزمني

### 11 يوليو
اندلعت أعمال العنف بسبب عملية سطو وقعت على طريق دمشق-السويداء،  حيث اعتدى أفراد يعتقد انهم من القبائل البدوية على تاجر خضراوات درزي يدعى فضل الله دوارة بعد أن أقاموا حاجزًا مرتجلًا على الطريق . سرق المهاجمون شاحنته المحملة بحوالي 5 طن خضار وممتلكاته المقدرة بحوالي 7 ملايين ليرة سورية وهاتفه المحمول قبل أن يأخذوه بالقوة إلى منطقة نائية ووعرة تبعد قرابة خمسة كيلومترات عن الطريق الرئيسي بين منطقتي خربة الشياب والفيلق الأول بريف دمشق. وهناك، وذكر فضل الله إن أحد أفراد المجموعة وضع السلاح على رأسه موجهاً شتائم طائفية وتهديدات متكررة بالقتل طوال فترة احتجازه وكان يتكلم بلهجة بدو المنطقة، قبل أن يُطلق سراحه فجراً وهو معصوب العينين. وتمكّن لاحقاً من الوصول إلى الطريق الرئيسي، حيث عثر عليه أحد المارة في حالة يرثى لها وقام بنقله إلى المستشفى.ردًا على ذلك، اعتقلت جماعات مسلحة درزية محلية عدة أفراد من القبائل البدوية في اليوم التالي في محاولة لاستعادة الممتلكات المسروقة. أدى هذا إلى بدء دورة من عمليات الاختطاف الانتقامية بين الجانبين، والتي تصاعدت بسرعة إلى اشتباكات مسلحة مفتوحة. .

### 12 يوليو
قامت مجموعات مقربة من سائق السيارة بنصبت نقاط تفتيش مؤقتة في محافظة السويداء، واحتجزت 8 مواطنين بدو بشكل عشوائي مع سياراتهم، مطالبةً باستعادة السيارة وممتلكات السائق التي سُلبت على طريق دمشق السويداء مقابل إطلاق سراحهم، وكان هناك مساعٍ حثيثة من المجتمع الأهلي والاعيان لإطلاق سراحهم، كونه لا صلة لهم بحادثة سلب السيارة بين دمشق والسويداء.[بحاجة لمصدر]

### 13 يوليو
قامت مجموعات من البدو القاطنين في حي المقوس بعمل حاجز صباحاً وتم احتجاز 5 من الدروز، وقام الأمن الداخلي يوقف حركة السير على طريق دمشق - السويداء.
في الظهر بدأت الاشتباكات في محيط حي المقوس شرق السويداء بين القوات الدرزية و البدو، هاجم البدو حاجز للشرطة التابع لقيادة الأمن الداخلي من جهة منطقة براق على طريق دمشق بقذائف الهاون واسلحة خفيفة، واندلعت اشتباكات بين عناصر الشرطة والبدو. كما استهدفوا قرية الصورة الكبيرة التي يقطنها الدروز في ريف السويداء الشمالي بقذائف الهاون خلال محاولتهم الهجوم على حاجز الشرطة، تم امتدت الاشتباكات الى الريف الغربي للسويداء حيث تعرضت قرية الطيرة ولبين وجرين لهجوم من الغرب من قبل البدو وتم سرقة واضرام النار في بعض بيوت ومحلات قرية الطيرة، وبلغت الوفيات 10 ضحايا بينهم مدنيين، وأكثر من 50 إصابة من مختلف الأطراف.
قامت وزارة التربية والتعليم بتأجيل امتحانات الشهادة الثانوية، وارسلت الحكومة السورية قوات من وزارتي الدفاع و الداخلية وما لبثت هذه القوات ان وصلت الى قرى السويداء حتى انحازت الى البدو وباشرت بتجاوزات خطيرة من مذابح و قتل وحرق منازل واستباحة ارزاق الناس واعراضهم حتى وصل الامر برجل الدين الشيخ حكمت الهجري ان طالب بحماية دولية لايقاف الحملة الممنهجة التي تستهدف ابناء الطائفة.

### 14 يوليو
قامت حركة رجال الكرامة والفصائل الدرزية بشن هجوم معاكس لتحرير قرية الطيرة، تمكّنت خلاله من استعادة القرية، وقد اصدرت حركة رجال الكرامة بيان ادان فيه تقاعس الحكومة المقصود عن حماية الطريق الرابط مع العاصمة خصوصاً عند حاجز المسمية رغم تكرار التعديات وعمليات الحرابة ووجود اتفاق واضح مع مشايخ ووجهاء السويداء في شهر مايو يقضي بتأمين الطريق من قبل الجهات الحكومية، لكن السلطة لم تقم بواجباتها، واكتفت بدور المتفرّج، بينما تفاقمت الاعتداءات على عابري الطريق من الدروز وأخذت طابعاً طائفياً خطيراً، وادان البيان انحياز قوات الحكومة لطرف دون الأخر في الاشتباكات رغم زعمها انها قوة لفض الاشتباك.
في هذه الاثناء قام شيوخ العقل وشيوخ العشائر بالتوسط للافراج عن المختطفين الدروز والبدو وخفض التوثر، الا انه وبعد الهدوء الحذر نتيجة اطلاق سراح المختطفين، قامت مجموعات جهادية تكفيرية تم ادماجها في الجيش والامن مع بزوغ الفجر بهجوم واسع من اتجاه ريف درعا الشرقي تركّز من محورين رئيسيين، بصر الحرير - تعارة، وأم ولد - كناكر وفي البداية استهدف الهجوم عدة قرى درزية في ريف السويداء الغربي، منها قرى تعارة والدور والدويرة وسميع ومصاد، وصاحب الهجوم قصف بالاسلحة الثقيلة والدبابات وقذائف الهاون والرشاشات وطيران الدرونز، مع حركة نزوح للنساء والأطفال والمسنين.
القوات العسكرية المهاجمة تقدمت من قرية تعارة باتجاه الدور ومع العصر امتدت الاشتباكات لتصل الى محيط قرية المزرعة، ثم سيطرت على قرية ولغا، وسط اشتباكات عنيفة حصلت في جميع المناطق التي جرى التقدم من خلالها، وفي المغرب تمكن الدروز من اسقاط طائرة درون. أما على المحور الثاني، من اتجاه كناكر، فقد شهد مواجهات عنيفة استمرت حتى ساعات متأخرة من الليل.
بالتزامن مع ذلك فتحت القوات المهاجمة محاور إشغال من عدة نقاط أخرى، منها المجيمر، لبين، حران، حزم، ونقاط أخرى شهدت اشتباكات وعمليات كرٍ وفر، وسط قصف بقذائف الهاون والمدفعية.
مصادر أهلية أشارت عن حصول عمليات نهب وسلب وإحراق للممتلكات والبيوت في القرى التي اقتحمتها القوات العسكرية. وقد انتشرت مشاهد فيديو سجّلها عناصر عسكريون خلال عمليات النهب، ومشاهد أخرى لإهانات وإذلال للمدنيين، وسط أنباء عن اعتقال عدد من السكان، وعن أسرى من المقاتلين المحليين.
كما انتشرت مشاهد أخرى تُظهر عناصراً تابعين لوزارة الدفاع وقعوا في الأسر لدى المجموعات المحلية، إضافة إلى آليات عسكرية تم الاستيلاء عليها أو تدميرها، وجثامين، وسط عنف متصاعد تشهده مختلف الجبهات.
مصادر طبية في مشفى السويداء الوطني أفادت أن عدد الضحايا منذ اندلاع حالة العنف أول أمس في محيط حي المقوس وما تبعها من تطورات يوم الاثنين، بلغت حوالي 53 قتيل بينهم نساء وأطفال، إضافة إلى أكثر من 200 جريح توزعوا على مشافي المحافظة.
إثر هذه الاحداث المتصاعدة طالبت المرجعيات الدينية والاجتماعية بوقف الهجوم وبالحماية الدولية للدروز.

### 15 يوليو
اكتشاف مجازر وتصفيات ميدانية لمدنيين على الهوية الدينية قامت بها مجموعات جهادية متطرفة تابعة للجيش والامن العام، فقد اتضح تصفية اكثر من 13 مدني درزي في مضافة آل رضوان و 3 في العناية المركز من قبل جهاديين يرتدون زي الجيش، بالاضافة الى تعرض الأشقاء الثلاثة: فجر، وليث، وزيد، قرضاب لإعدام ميداني أمام أعين والدتهم بالقرب من دوار الباشا صباحاً بالاضافة الى إعدام اقاربهم هشام، ورئبال، وعمران، قرضاب، مما تسبب في تصاعد المقاومة الشعبية، وفي حوالي الساعة 2:30 ظهراً تدخل سلاح الجو الاسرائيلي واستهدف تجمعاً لقوات الأمن العام في محيط مبنى قيادة الشرطة وسط مدينة السويداء، بعد ساعتين من قصف استهدف تجمعاً آخراً قرب مبنى فرع الأمن الجنائي.
وقد اظهرت الصور حرق كنيسة الملاك ميخائيل في قرية الصورة الكبيرة شمال السويداء.

## جهود خفض التصعيد

### 14 يوليو
قام شيخ العقل يوسف جربوع، بالتعاون مع مشايخ الطائفة الدرزية ووجهاء العشائر البدوية، بالاتفاق على اطلاق سراح كافة المختطفين كخطوة أولى ضمن مساعٍ لتهدئة التوتر وخفض التصعيد، فتم الافراج عن المختطفين الدروز في حي المقوس، واستلمت مجموعة السيد عقبة الشاعر المختطفين البدو.

## التبعات
في 17 يوليو/تموز، اندلعت احتجاجات في رأس العين بريف الحسكة الشمالي ضد التدخل الأجنبي في الصراعات الدائرة في سوريا. ولوح المتظاهرون بالأعلام السورية تعبيرًا عن تضامنهم ودعمهم للحكومة السورية.

## انتهاكات الجماعات الدرزية
بتاريخ 14 يوليو ذكرت وكالة الأنباء السورية بأن قرية أم ولد بمحافظة درعا تعرضت لاستهداف من قبل مجموعة وصفته بالخارجة عن القانون ومتركزة ببلدة ثعلة بمحافظة السويداءوذكر تجمع أحرار حوران إصابة سيدة وثلاثة أطفال جراء الاستهدافوتعرضت بصرى الحرير بذات المحافظة لقصف من عناصر من محافظة السويداء
وأطلق "تجمع عشائر الجنوب" نداء استغاثة حيث صرح فيه. «"أن آلاف العائلات تعرضت منذ صباح اليوم لهجمات متواصلة شملت حرق منازل وتصفيات ميدانية وانتهاكات جسيمة، في ظل غياب تام للقوات النظامية وتواطؤ واضح من أجهزة الأمن التي انسحبت بشكل مفاجئ، المليشيات الدرزية شنت هجمات على أحياء وبلدات تقطنها عشائر البدو في السويداء، مستخدمة قذائف الهاون والأسلحة الثقيلة، ما أسفر عن قتلى بينهم نساء وأطفال، إضافة إلى محاصرة أحياء بأكملها ودفع الآلاف إلى النزوح الجماعي، ما يجري في السويداء اليوم تطهير طائفي مكشوف، تُرتكب فيه جرائم ضد الإنسانية أمام أعين الجميع، والتاريخ لن يرحم المتقاعسين"».
ونشرت قناة الجزيرة بان مسلحين يحتجزون 1000 مدني من عشائر السويداء في بلدة شهبا التي تسيطر عليها المجلس العسكري ونقلت الجزيرة بان اكثر من 500 عائلة من العشائر نزحوا بعد حرق منازلهمونشرت مجلة ميم شهادة من سورية تقول فيه بانهم احرقه المساجد والبيوت واعتداء على النساء
وأكد مدير الشبكة السورية لحقوق الإنسان، فضل عبد الغني، اليوم الخميس، توثيق عشرات القتلى من أبناء عشائر البدو في محافظة السويداء بالجنوب السوري ارتكبتها مجموعات مسلحة تابعة للشيخ حكمت الهجري، مشيراً إلى أن الحصيلة النهائية للضحايا لم تُحسم بعد بسبب صعوبة الوصول إلى المناطق المتضررة وانعدام خدمات الاتصال والإنترنت.
وتم نشر مقطع فيديو لأحد عناصر المجلس وهو يهدد بالقتل بطريقة غير مباشرة للأطفال ونساء عشائر المخطفينونشرت منصة تأكد بأن صور التي تم تداوله في مواقع التواصل الاجتماعي تظهر عنصر من مليشيات حكمة الهجري وهو يصور نفسه مع جثث علقه على قرية قرية الجنينة بأن هذي حادثة حقيقة وصور حقيقة وغير مزيفة

## ردود الفعل

### محليًا
- سوريا: دانت الرئاسة السورية في بيان الانتهاكات التي تحصل في محافظة السويداء، متعهدة بمحاسبة كل من ثبت تورطه فيها.[28]
- الإدارة الذاتية لشمال وشرق سوريا: أدانت  قوات سوريا الديمقراطية  أعمال العنف في السويداء معتبرة أن ما يجري  يمثّل "انتكاسة لآمال وتطلعات السوريين"،[29]

### دوليًا
- الأمم المتحدة: حثت الأمم المتحدة على خفض التصعيد بين المتحاربين وحثت على اتخاذ تدابير لحماية المدنيين.[30]
- رابطة العالم الإسلامي: أصدرت رابطة العالم الإسلامي بيانًا أعربت فيه عن تضامنها الكامل مع سوريا ضد أي تهديد لأمنها واستقرارها وسيادتها، وخاصةً محاولات بثّ الفتنة بين طوائفها أو التدخل في شؤونها الداخلية. وأعربت الرابطة عن دعمها لجهود الحكومة السورية في حماية جميع شرائح الشعب، والحفاظ على السلم الأهلي، وتطبيق سيادة القانون. كما أدانت هجمات إسرائيل على الأراضي السورية و"انتهاكاتها المستمرة للقوانين والأعراف الدولية".[31]
- مجلس التعاون الخليجي: أدان المجلس بأشد العبارات "هجمات قوات الاحتلال على سوريا" وشدد على موقفه الثابت والداعم لوحدة سوريا وسلامة أراضيها، ورفضه التام لأي تدخل خارجي يمس بسيادتها أو يفاقم من معاناة شعبها الشقيق.[32]
- البحرين: رحّبت البحرين بإعلان الحكومة السورية وقف إطلاق النار في محافظة السويداء، مؤكدةً أن هذه الخطوة تُسهم في تعزيز الأمن والاستقرار والحفاظ على السلم الأهلي. وأكدت البحرين موقفها الداعم لأمن سوريا واستقرارها، وصون سيادتها وسلامة أراضيها ووحدتها، وتحقيق تطلعات شعبها في السلام والتنمية المستدامة.[33]
- العراق: أعربت وزارة الخارجية العراقية عن قلقها العميق إزاء تصاعد التوترات في سوريا، وأدانت بشدة التدخلات العسكرية المتكررة للقوات الإسرائيلية، ووصفتها بأنها انتهاكات صارخة للسيادة السورية وتهديد للاستقرار الإقليمي. وأكدت الوزارة دعم العراق الكامل لأي جهود إقليمية أو دولية تهدف إلى استعادة السلام والاستقرار في سوريا، وجددت موقفها الثابت الداعم لوحدة سوريا وسلامة أراضيها، رافضة أي انتهاك ينال من سيادتها أو يعرض سلامة شعبها للخطر.[34]
- تركيا: أدانت وزارة الخارجية التركية تدخل إسرائيل في أحداث جنوبي سوريا باستخدام القوة العسكرية وأكدت أن هذه الهجمات "يجب أن تنتهي على الفور" وشدّدت على أن "ضمان الاستقرار والأمن في سوريا سيعود بالنفع على جميع دول الجوار والمنطقة على رأسهم الشعب السوري".[35] وأعربت تركيا عن دعمها للإجراءات التي اتخذتها سوريا لضمان سلامة أراضيها وأدانت التدخل الإسرائيلي في الصراع.[36]
- فرنسا: دعت فرنسا إلى إنهاء "الانتهاكات التي تستهدف المدنيين"، وأضافت أن "الانتهاكات التي تستهدف المدنيين، والتي ندينها بشدة، يجب أن تتوقف"، حسبما ذكرت وزارة الخارجية، داعية إلى "وقف فوري للاشتباكات".[37]
- الولايات المتحدة: صرح السفير الأمريكي في سوريا توم باراك بأن الولايات المتحدة تعمل على تهدئة الصراع لاستعادة السلام ووصف الاشتباكات بأنها "مقلقة".[38]
- حركة حماس: أدانت حماس بأشد العبارات "العدوان الإسرائيلي الذي استهدف العاصمة السورية دمشق" ووصفت القصف بأنه “همجي ويشكّل اعتداءً سافرًا على السيادة السورية" وقالت في بيان إن “ما يقوم به الاحتلال الإسرائيلي من اعتداءات متكررة على الأراضي السورية هو إرهاب منظّم وعدوان يسعى لتقويض استقرار سوريا ووحدة أراضيها” ودعت جامعة الدول العربية ومنظمة التعاون الإسلامي والأمم المتحدة لإدانة هذا التصعيد الإسرائيلي واتخاذ خطوات عملية وجادة لوقف ما وصفته بـ”عربدة الكيان المحتل الذي بات يهدد أمن المنطقة ومصالح شعوبها”.[39]